# Uvaria forbesii
Uvaria forbesii är en kirimojaväxtart som först beskrevs av Baker f., och fick sitt nu gällande namn av L. L. Zhou, Y. C. F. Su och R. M. K. Saun. Uvaria forbesii ingår i släktet Uvaria och familjen kirimojaväxter. Inga underarter finns listade i Catalogue of Life.